# Don Polye
Don Pomb Polye, né le 1er février 1967, est un homme politique papou-néo-guinéen.

## Biographie
Titulaire d'une licence en ingénierie civile de l'Université de technologie de Papouasie-Nouvelle-Guinée en 1990, il travaille dans la gestion de projets d'ingénierie civile de 1991 à 2001, employé successivement par les autorités publiques et par des sociétés privées. Il entre ensuite en politique. Lors des législatives de 2002, il est élu député de la circonscription de Kandep (dans la province d'Enga) au Parlement national, sous l'étiquette du Parti de l'alliance nationale. Le 13 août, lors de la formation d'un gouvernement par Sir Michael Somare, Polye est nommé ministre des Transports et de l'Aviation civile. Il ouvre l'espace aérien du pays aux compagnies aériennes étrangères, mettant fin au monopole de la compagnie Air Niugini pour les vols entrants et sortants. Du 26 juillet 2005 au 26 juin 2006, puis à nouveau à partir du 23 juillet, il exerce également la fonction de ministre de l'Enseignement supérieur, de la Recherche, des Sciences et des Technologies. Le 7 juillet 2006, il est nommé vice-Premier ministre. Il abandonne alors ses fonctions de ministre de l'Enseignement supérieur, tout en conservant celles de ministre des Transports et de l'Aviation civile.
En parallèle à ces responsabilités, il reprend ses études, et obtient un Master en Gestion des entreprises à l'Université Southern Cross en Australie en 2007.
Il conserve son siège de député aux élections législatives de 2007, et Somare le nomme ministre des Travaux publics, tout en le reconduisant au poste de ministre des Transports et de l'Aviation civile. Le 14 août 2009, son élection comme député est invalidée sur décision de justice, en raison d'irrégularités dans le décompte des voix, certains bureaux de vote ayant annoncé 100 % de voix à son nom. Sa destitution entraîne une élection partielle en décembre, qu'il remporte, retrouvant ainsi son siège de député et ses portefeuilles ministériels. Somare lui confie ensuite le poste de vice-Premier ministre de juillet à décembre 2010, en lieu et place de son ministère des Transports. En décembre 2010, il est nommé ministre des Affaires étrangères, du Commerce extérieur et de l'Immigration.
Le 5 juin 2011, le Premier ministre Michael Somare étant gravement malade, le Premier ministre par intérim Sam Abal limoge Polye, l'accusant d'insubordination. En août, Somare demeurant en soins intensifs et incapable de reprendre ses fonctions, Polye soutient la motion de censure parlementaire déposée à l'encontre du gouvernement Somare / Abal par l'opposition. Un nouveau gouvernement est constitué par Peter O'Neill, qui nomme Polye au poste de ministre des Finances le 5 septembre.
En vue des élections législatives de 2012, Polye fonde le Parti rural du triomphe, du patrimoine et de la responsabilisation (T.H.E. Party). Il conserve son siège de député et son poste au gouvernement. Le 10 mars 2014, O'Neill le limoge, l'accusant de déstabiliser le gouvernement. Début décembre 2014, Polye devient chef de l'opposition officielle au Parlement, succédant à Belden Namah. L'opposition parlementaire, toutefois, ne comprend que huit députés sur cent-onze (lui-même compris), le gouvernement O'Neill disposant toujours d'une majorité écrasante.
Il perd son siège de député lors des élections législatives de juin et juillet 2017, battu dans sa circonscription de Kandep par le candidat du parti Congrès national populaire, Alfred Manase. Il cesse dès lors également d'être chef de l'opposition.
Redevenu député lors des élections de 2022 et seul représentant désormais de son parti au Parlement, il se joint à la majorité parlementaire de coalition du Premier ministre James Marape et est nommé ministre de l'Enseignement supérieur, de la Recherche, des Sciences, des Technologies et des Sports. Le 25 mai 2024, il est l'un des cinq ministres qui se joignent à l'opposition dans l'espoir de rendre celle-ci majoritaire, et quittent donc le gouvernement.

## Titulature
Don Pomb Polye CMG